# ジャック・ティーガーデン
ウェルドン・レオ・"ジャック"・ティーガーデン（Weldon Leo "Jack" Teagarden、1905年8月20日 – 1964年1月15日）は、アメリカ合衆国のジャズ・トロンボーン奏者、歌手。オールミュージックの批評家であるスコット・ヤナウによれば、ティーガーデンは、1940年代以降のビバップ時代に先んじた時期における、卓越したジャズ・トロンボーン奏者であり、また同時に「最高のジャズ歌手の一人でもあった (one of the best jazz singers too)」という。ティーガーデンの初期のキャリアは、ポール・ホワイトマンや、生涯の友となるルイ・アームストロングなどのサイドマンを務めることであった。

## 生い立ち
ティーガーデンは、アメリカ合衆国テキサス州バーノンに生まれた。兄弟であるチャーリーとクロイス・"カブ" (Clois "Cub")、また妹のノーマは、いずれもプロのミュージシャンになった。彼らの父親は、アマチュアのブラスバンドのトランペット奏者で、最初はジャックにサクソルンの一種であるバリトンホルンを与えたが、彼は7歳のときに楽器をトロンボーンに持ち替えた。彼が最初に公の場で演奏したのは、母親がピアニストとして演奏していた映画館での伴奏であった。

## 音楽のキャリア

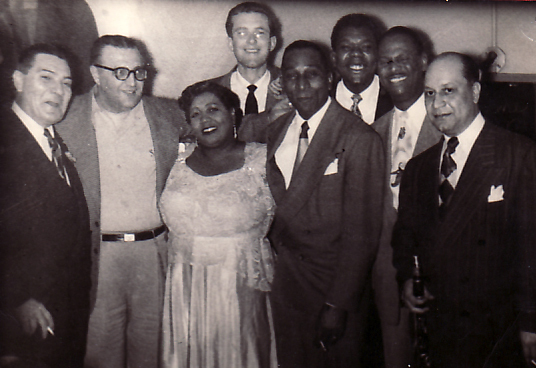
1951年3月17日、カナダ・ブリティッシュコロンビア州バンクーバーのパロマー・サパー・クラブ (Palomar Supper Club) で撮影された集合写真。左から、ジャック・ティーガーデン、サンディ・デサンティス (Sandy DeSantis)、ヴェルマ・ミドルトン、フレイザー・マクファーソン、コージー・コール、アーヴェル・ショウ、アール・ハインズ、バーニー・ビガード。

ティーガーデンのトロンボーンの演奏法は、ほとんどが独学で得られたものであり、彼はこの楽器について、数多くの通常とは異なるポジションでの演奏や、新たな特殊効果を編み出した。彼は、ビバップに先んじた時代における最も革新的なジャズ・トロンボーンのスタイルを生み出し、ピー・ウィー・ラッセルはかつて彼のことを、「世界最高のトロンボーン奏者 (the best trombone player in the world)」と評した。
1920年の時点で、ティーガーデンはサンアントニオでプロのミュージシャンとして演奏しており、その過程でピアニストのペック・ケリーのバンドでも演奏した。1920年代半ば、彼は広く合衆国内を演奏旅行して回るようになり、様々なバンドにおける演奏でたちまち成功を収めるようになっていった。1927年にはニューヨークへ向かい、いくつかのバンドで働いた。1928年の時点では、ベン・ポラックのバンドに参加していた。
1920年代後半、彼は様々なバンドリーダーたちの下で、あるいはサイドマンとして、アームストロングやベニー・グッドマン、ビックス・バイダーベック、レッド・ニコルズ、ジミー・マクパートランド、メズ・メズロウ、グレン・ミラー、エディ・コンドン、ファッツ・ウォーラーらの録音に参加した。1931年には、初期の彼自身の楽団が「Chances Are」という楽曲をファッツ・ウォーラーのピアノ、ジャック・ティーガーデンの歌とトロンボーンで吹き込んだ。ミラーとティーガーデンは協力して、スペンサー・ウィリアムズが作曲した「ベイズン・ストリート・ブルース」に歌詞を付け、ヴァースを書き足したが、ティーガーデンは、この修正を加えた形態を、生涯にわたり演奏する楽曲のひとつとした。
世界恐慌の時期、経済的安定を求めたティーガーデンは、1933年から1938年まで、ポール・ホワイトマン楽団と専属契約を結んだ。1946年に、ティーガーデンは、ルイ・アームストロングのオール・スターズ (Louis Armstrong's All Stars) に加わった。1951年後半には、ティーガーデンは再びバンドを離れ、自身のバンドを結成した。
ティーガーデンは、肺炎のため、ニューオーリンズにおいて58歳で死去した。

## ディスコグラフィ
- Big Jazz with Rex Stewart (Atlantic, 1953)
- Holiday in Trombone (EmArcy, 1954)
- Jack Teagarden Plays and Sings (Urania, 1954)
- Meet the New Jack Teagarden Volume I (Urania, 1954)
- Jazz Great (Bethlehem, 1955)
- Accent On Trombone (Urania, 1955)
- Big T's Jazz (Decca, 1956)
- This Is Teagarden! (Capitol, 1956)
- Swing Low, Sweet Spiritual (Capitol, 1957)
- Jazz Ultimate with Bobby Hackett (Capitol, 1958)
- Jack Teagarden at the Roundtable (Roulette, 1959)
- Shades of Night (Capitol, 1959)
- Mis'ry and the Blues (Verve, 1961)
- Think Well of Me (Verve, 1962)
- The Dixie Sound of Jack Teagarden (Roulette, 1962)
- Jack Teagarden (Verve, 1962)
- The Blues and Dixie (Rondo-lette, 1963)
- A Portrait of Mr. T (Roulette, 1963)
- Swinging Down in Dixie (Golden Tone, 1963)
- King of the Blues Trombone (Epic, 1963)
- Big T's Dixieland Band (Capitol, 1977)
- Big T & the Condon Gang (Pumpkin, 1978)
- Original Dixieland (Everest Archive, 1978)
- Big Band Jazz (Everest Archive, 1979)
- Mighty Like a Rose (Koala, 1979)
- The Swingin' Gate (Jasmine, 1981)
- The Big Band Sound of Bunny Berigan & Jack Teagarden (Folkways, 1982)
- Tribute to Teagarden (Pausa, 1983)
- Birth of a Band (Giants of Jazz, 1985)
- 100 Years from Today (Grudge, 1990)
- The Complete Capitol Fifties Jack Teagarden Sessions (Mosaic, 1996)
- It's Time for T (Naxos, 2006)
- Father of Jazz Trombone (Avid Entertainment, 2004)

### 客演
- レッド・アレン（英語版） Red Allen, Kid Ory & Jack Teagarden at Newport (Verve, 1957)
- ベン・ポラック Dixieland (Savoy, 1956)